# Ella Dam-Larsen
Ella Dam-Larsen (...) è un'ex schermitrice danese, vincitrice di una medaglia di bronzo ai campionati mondiali di scherma.